# Gouessant
Der Gouessant ist ein Küstenfluss in Frankreich, der im Département Côtes-d’Armor in der Region Bretagne verläuft. Er entspringt westlich von Collinée, am Schnittpunkt der Gemeinden Saint-Glen, Trébry und Saint-Gouéno, entwässert zunächst Richtung Nordost bis Nord, dreht dann auf Nordwest und mündet nach rund 41 Kilometern zwischen Morieux und Hillion in der Anse de Morieux, einem Teilabschnitt der Baie de Saint-Brieuc in den Ärmelkanal. Unterhalb von Les Pont Neufs bildet der Fluss einen Mündungstrichter, der jedoch durch einen Stausee an der Barrage Pont-Rolland zur Hälfte geflutet ist.

## Orte am Fluss
- Saint-Glen
- Noyal
- Lamballe
- Andel
- Les Ponts Neufs, Gemeinde Morieux

## Sehenswürdigkeiten
- ehemaliges Eisenbahn-Viadukt über den Fluss bei Les Ponts Neufs